# Malaika Arora Khan

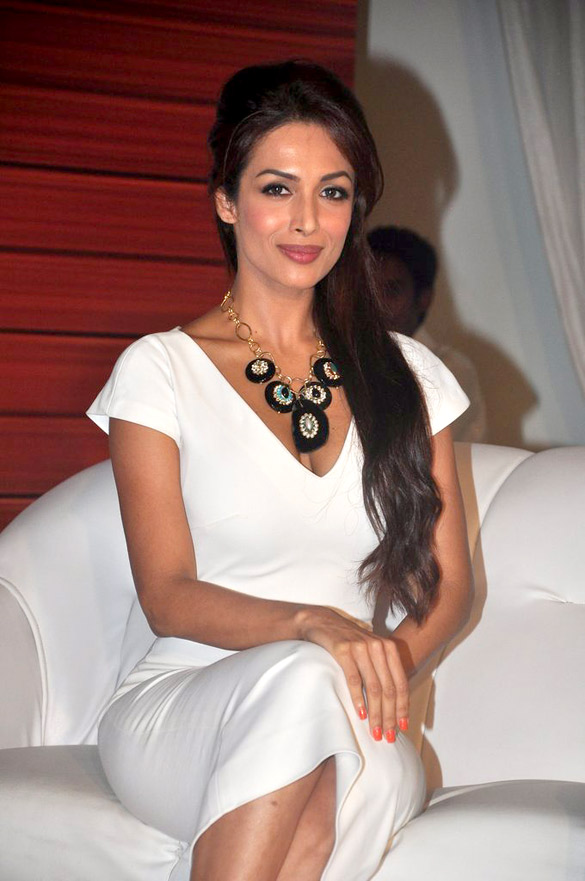
Malaika Arora

Malaika Arora (Hindi मलाइका अरोड़ा खान; * 23. August 1973 in Mumbai, Indien) ist ein indisches Model und Schauspielerin. Ihre Mutter stammt aus Kerala und ihr Vater kommt aus Punjab.

## Leben
Malaika Arora heiratete 1998 den Schauspieler, Regisseur und Produzenten Arbaaz Khan, den sie während einer Kaffeepause bei einem Dreh für einen Werbespot kennenlernte. Sie haben einen gemeinsamen Sohn Arhaan (* 2002). Ihre Schwester Amrita Arora ist ebenfalls Bollywoodschauspielerin.

### Karriere
Malaika machte ihren Abschluss an der Swami-Vivekanand-Schule in Chembur (Mumbai). Danach begann sie ihre Modelkarriere.
Als MTV in Indien anlief, war Malaika Arora Khan eine der ersten Moderatorinnen. Da MTV Potenzial in Malaika erkannte, bekam sie größere Aufgaben. Sie moderierte zum Beispiel Preisverleihungen und Konzerte im Fernsehen. Von da an gewann auch ihre Modelkarriere an Dynamik.

## Filmografie

### Als Schauspielerin
- 1993: Aaja Meri Jaan
- 1998. Von ganzem Herzen (Gastauftritt in dem Lied Chhaiyya Chhaiyya)
- 2000: Bichhoo (Gastauftritt)
- 2001: Indian
- 2002: Kaante
- 2002: Maa Tujhhe Salaam (Gastauftritt)
- 2005: Kaal – Das Geheimnis des Dschungels (Gastauftritt im Lied Kaal Dhamaal)
- 2007: Heyy Babyy (Gastauftritt)
- 2007: Athidhi (Gastauftritt in einem Lied)
- 2007: Om Shanti Om (Gastauftritt im Lied Deewangi Deewangi)
- 2007: Welcome
- 2008: EMI
- 2010: Dabangg (Gastauftritt im Lied Munni Badnaam Hui)
- 2012: Housefull 2 (Gastauftritt)
- 2012: Dabangg 2 (Gastauftritt)
- 2014: Happy New Year – Herzensdiebe (Gastauftritt)
- 2015: Dolly Ki Doli (Gastauftritt)
- 2018: Pataakha (Gastauftritt)

### Als Produzentin
- 2010: Dabangg
- 2012: Dabangg 2
- 2015: Dolly Ki Doli